# فانورونا
فانورونا (انگلیسی: Fanorona) یک بازی رومیزی استراتژیک دو نفره و بومی ماداگاسکار است.

## قوانین
- بازی نوبتی است و اول نوبت سفید است
- دو نوع حرکت وجود دارد: «گرفتن» (به انگلیسی:Capturing) و «نگرفتن» (به انگلیسی:non-Capturing)؛ نگرفتن، حرکت «پایکا» نامیده می‌شود.
- حرکات گرفتنی الزامی‌ست و باید با اولویت نسبت به حرکات پایکا اجرا شود.
- گرفتن دلالت دارد بر حذف یک یا چند مهره حریف به یکی از دو روش زیر:
  - تقریب (Approach)—حرکت سنگ (مهره) گیرنده به نقطه مجاور سنگ حریف که باید روی خط حرکتی سنگ گیرنده ادامه داشته باشد.
  - خروج (Withdrawal)—مهره گیرنده از نقطه مجاور مهره حریف شروع به حرکت می‌کند و در امتداد خط بینشان دور می‌شود.
- وقتی یکی از مهره‌های حریف گرفته شد، بقیه مهره‌های حریف در امتداد آن خط به شرطی که توسط نقاط خالی و یا مهره خودی قطع نشده باشد گرفته می‌شود.
- یک گرفتن تقریبی و گرفتن خروجی نمی‌تواند باهم صورت پذیرد—بازیکن باید یکی را انتخاب کند و یا حرکت دیگری برود.
- همانند چکرز، مهره گیرنده مجاز است تا مهره‌های بیشتری را با محدودیت‌های زیر بگیرد:
  - نمی‌تواند دو بار به یک موقعیت برسد.
  - نمی‌تواند دو بار متوالی در یک جهت حرکت کند (نخست برای گرفتن خروجی سپس برای گرفتن تقریبی) به عنوان قسمتی از توالی گرفتن
- بر خلاف چکرز «توالی گرفتن» اختیاری‌ست.
- بازی زمانی به پایان می‌رسد که تمام مهره‌های یکی از طرفین گرفته شده باشد. اگر هیچ یک از طرفین نتوانند چنین کنند—برای مثال اگر بازی به حالتی برسد که طرفین بدون تضعیف موقعیتشان نتوانند حرکت کنند—بازی مساوی‌ست.